# آنتوریو
آنتوریو (انگلیسی: Antoria) شرکت تجهیزات موسیقی بریتانیایی است، که در سال ۱۹۵۰ تأسیس شد.